# FC Sportul Studențesc București
FC Sportul Studențesc București, cunoscut sub numele de Sportul Studențesc, pe scurt Sportul, a fost un club de fotbal din București, România, care ultima oară a evoluat în Liga a IV-a în 2017. Echipa își disputa meciurile de pe teren propriu pe Stadionul Regie din sectorul 6 al Bucureștiului. În palmaresul clubului figurează un singur trofeu, Cupa Balcanică, competiție pe care a câștigat-o în 1979. Pe plan intern, cea mai mare performanță a Studenților a fost locul doi în Divizia A în ediția 1985-1986. Sportul Studențesc a evoluat și în cupele europene, cel mai bun rezultat fiind înregistrat în 1987, turul trei în Cupa UEFA.
Culorile clubului sunt albul și negrul. Echipa este supranumită „Gașca nebună”.

## Istoric

### 1916 - 1940
Clubul sportiv al studenților bucureșteni este unul din cluburile cu cea mai îndelungată istorie. A fost înființat pe data de 11 februarie 1916, din inițiativa unui grup de studenți și profesori din capitală, având numele de „Clubul Universitar București”, cu dublă orientare: fotbal și tenis. Primul președinte al grupării nou înființate a fost reputatul matematician Traian Lalescu. Unul dintre oamenii care au ajutat la fondarea acestei echipe a fost Octav Luchide, secretar general al Federației de Fotbal din România (între 1930-1942), organizatorul sistemului divizionar ca formulă de desfășurare a campionatului național de fotbal.
Pe perioada Primului Război Mondial, clubul nu a ființat efectiv; din anul 1919 însă și până în 1934, clubul a activat în campionatul orășenesc București (categoria „Onoare”). Din 1934, Sportul a luat parte la întrecerile seriei I a eșalonului secund, unde a ocupat poziții fruntașe: V (1934-'35 și 1935-'36) și I (1936-'37). Ediția de campionat 1937-38 a fost prima în care clubul bucureștean a activat în cel mai înalt eșalon al fotbalului românesc, unde a avut apoi comportări meritorii: locul V (1937-'38), IX (1938-'39), III (1939-'40) și VI (1940-'41, ultima ediție de campionat înainte de cea de-a Doua Conflagrație Mondială). În perioada interbelică, Sportul Studențesc a avut performanțe notabile și în cea de-a doua competiție a țării, Cupa României, calificându-se de două ori chiar în ultimul act al întrecerii: 1938-'39 este înfrântă cu 2-0 de Rapid București și 1942-'43 când pierde la scor, 0-4, disputa cu CFR Drobeta Turnu Severin.

### 1944 - 1980
După război, echipa se confruntă cu mari dificultăți financiare și de aceea începe să se destrame. În 1945 adoptă numele de Sparta, titulatură sub care activează în divizia B în sezonul 1946-'47, când ocupă locul XVII. În 1947 clubul se desființează, încheindu-se astfel prima etapă din viața clubului. În 1948 însă, câțiva studenți inimoși (printre care viitorul reputat antrenor Gheorghe Ola) pun bazele C.U.B. (Centrul Universitar București), care nu reușește însă să promoveze în campionatul divizionar. În urma eforturilor depuse, dar și a fuziunii cu echipa Institutului Agronomic, C.U.B., devenită Știința, reușește în cele din urmă în 1954 să treacă pragul diviziei B. Patru ani mai târziu survine și prima retrogradare în cel de-al treilea eșalon valoric, divizia C, unde Știința stă doar un an. De data aceasta studenții bucureșteni vor poposi în „B” timp de 13 sezoane (până în 1971-1972).

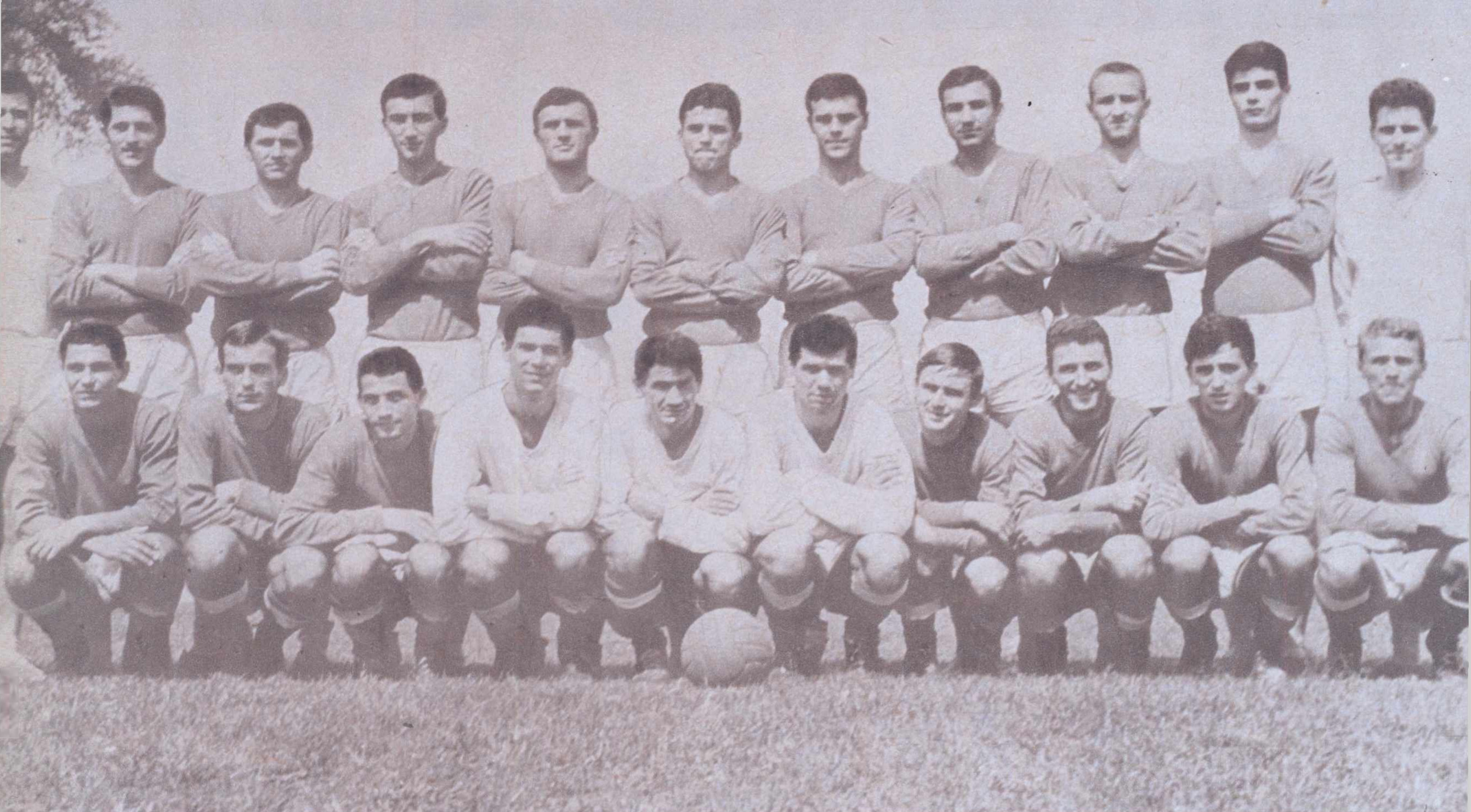
Echipa din sezonul 1966-1967

După atât timp petrecut în diviziile inferioare, echipa (denumită din 1967 Politehnica iar din 1969 Sportul Studențesc) vizează promovarea în primul eșalon, performanță reușită în 1971-'72 sub îndrumarea antrenorilor Ion Motroc și M. Maksai. Din lotul cu care s-a realizat promovarea amintim doar câteva nume cunoscute: Mircea Rădulescu (viitor selecționer al echipei naționale), Jamaischi, Mircea Sandu (fostul președinte al FRF.), Viorel Kraus (component al echipei de aur a Rapidului bucureștean, cu care a cucerit un titlu de campion).
Debutul a fost, cum era de așteptat, greu, însă încetul cu încetul Sportul s-a impus între formațiile de top din România (a ocupat locul IV în sezoanele 1974-'75, 1975-'76 și 1977-'78) reușind, pe lângă clasările în primele zece echipe ale țării, și calificarea (în sezonul 1978-'79) în finala Cupei României (pierdută în fața echipei Steaua București cu 0-3).

### 1980 - 2010

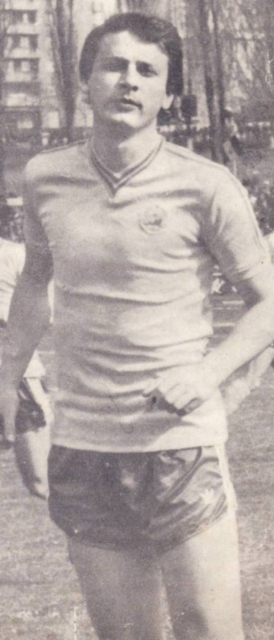
Gino Iorgulescu.

Deceniul nouă al veacului trecut a reprezentat perioada cea mai fastă a clubului studentesc. În primul rând Sportul Studențesc și-a construit propriul stadion în Regie, după ani întregi de exil forțat pe Republicii și în Ghencea. Echipa a atins apoi performanțe extraordinare (locul III în 1982-'83 și locul II în ediția 1985-'86), dar mai ales pentru că acum tricoul „alb-negru” era îmbrăcat de vedete ca Marcel Coraș, Mircea Sandu, Gino Iorgulescu, Aurică Țicleanu sau Gheorghe Hagi. Acesta a activat la clubul din „Regie” din vara lui 1983 până în ianuarie 1987 când a fost „împrumutat” pentru un singur meci de Steaua București, care urma să dispute Supercupa Europei cu Dinamo Kiev. De atunci Hagi nu a mai activat decât la Steaua - până în 1990. Faima clubului bucureștean a scăzut după Revoluția Română din 1989. Cu pași mici Sportul Studențesc s-a indreptat spre iminenta retrogradare (la finele sezonului 1997-'98).
În sezonul 1998-1999, Sportul Studențesc este la un pas de a retrograda în Divizia C (catastrofa fiind evitată prin obținerea celor 3 puncte în ultima etapă a campionatului, 5-1 cu Poiana Câmpina), iar președintele „Mac” Popescu face mari eforturi pentru a găsi un investitor cu bani care să preia echipa aflată într-o situație delicată. Problemele au fost rezolvate prin cooptarea în conducere a omului de afaceri Vasile Șiman, 30 de ani, originar din Maramureș, profesor de istorie, dar având afaceri care să-i permită să investească și în fotbal. Acesta este numit președintele Consiliului de Administrație. În funcția de antrenor este adus Gabi Balint care are la dispozitie un lot cu mulți jucători sub 20 de ani: Răzvan Stanca, Eduard Stăncioiu, Bogdan Pătrașcu, Octavian Chihaia, Cristian Ciubotariu, Gigel Bucur, George Galamaz, Cristian Irimia, Costin Lazăr sau Ionuț Mazilu. Doar Cezar Zamfir, Lalciu, Laurențiu Diniță sau Pădureț sunt ceva mai mari. În această formulă, Sportul termină campionatul Diviziei B pe locul 3, iar Gabi Balint părăsește echipa, devenind secund al lui Mircea Lucescu la Galatasaray. Pe banca tehnică este adus Ioan Andone sub comanda căruia Sportul urcă pe primul loc și ajunge în semifinalele Cupei României. Andone primește însă o ofertă de la FC Bihor și părăsește pe Sportul, sarcina de a promova echipa în Divizia A fiind preluată de Gigi Mulțescu. Acesta reușește să readucă echipa pe prima scenă, dar pierde semifinala Cupei după 2-2 și 1-3 în cele două manșe cu FC Dinamo București.
Revenirea pe prima scenă a reprezentat despărțirea de Mulțescu și reîntoarcerea ca antrenor a lui Andone. Cu un lot extrem de tânăr, Sportul Studențesc surprinde prin rezultatele bune și primește porecla „Gașca nebună”, aluzie la echipa Wimbledon FC, care fusese botezată astfel de presa engleză pentru un start de campionat la fel de impresionant.
Rezistă doar două sezoane în Divizia A, în primul (2004-2005) încheind pe un surprinzător loc șase, în timp ce Gigel Bucur a devenit golgheterul competiției cu 21 de goluri. A urmat un nou sezon bun, sub conducerea antrenorilor Dan Petrescu în tur și Gigi Mulțescu în retur și un loc patru, după ce cu câteva etape înainte de finalul sezonului Sportul era lider. Însă în perioada inter-stagională, din cauza problemelor financiare, echipa nu primește licența pentru următorul sezon și este retrogradată la „masa verde”.
La finalul sezonului 2009-2010, după patru ani în Liga a II-a, Sportul Studențesc promovează în primul eșalon.

## Pepiniera fotbalului românesc
Sportul Studențesc a avut mereu un centru de copii și juniori foarte bine pus la punct. Echipa bucureșteană s-a bazat de-a lungul timpului pe jucătorii crescuți în propria curte și apoi promovați la prima echipă. Iar de aici vânduți spre alte echipe. Pentru că în Regie s-au format sau consacrat mulți jucători: începând cu Hagi, continuând cu Stănici, Claudiu Vaișcovici și ajungând la Florentin Dumitru, Marius Șumudică, Gabriel Caramarin, Petre Marin, Răzvan Lucescu, Bogdan Andone, Cătălin Mulțescu, Cătălin Necula, Bogdan Pătrașcu. Fostele glorii ale clubului au devenit antrenori la acest centru, care este coordonat de Romulus Chihaia. Pe lângă echipa mare, a mai fost înființată Sportul Studențesc B, care evolua în Divizia D.

## Internaționali importanți
- Ion Lăpușneanu
- Mircea Sandu
- Marcel Coraș
- Gino Iorgulescu
- Aurică Țicleanu
- Aurel Rădulescu
- Gheorghe Hagi

## Denumiri anterioare
- Sporting Club Universitar (1916–1919)
- Sportul Studențesc (1919–1946, 1969–prezent)
- Sparta București (1946–1948)
- Clubul Sportiv Universitar (1948–1954)
- Știința București (1954–1966)
- Politehnica București (1966–1969)

## Palmares
| Competiții naționale | Competiții internaționale                                                                      |
| Liga I Vicecampioană (1): 1985-86 Liga II Campioană (4): 1936-37, 1971-72, 2000-01, 2003-04 Vicecampioană (3): 1965–66, 1970–71, 2009–10 Liga III Campioană (1): 1958-59 Cupa României Finalistă (3): 1938-39, 1942-43, 1978-79 | UEFA Europa League / Cupa UEFA - Turul 3 (1): 1987-88 Cupa Balcanică Câștigătoare (1): 1979–80 |

## Evoluția în competițiile europene

### UEFA Europa League / Cupa UEFA
| Sezon     | Tur     | Țara             | Adversar        | Acasă         | Deplasare | Scor general       |
| --------- | ------- | ---------------- | --------------- | ------------- | --------- | ------------------ |
| 1976-1977 | Turul 1 | Grecia           | Olympiacos      | 3 – 0         | 1 – 2     | 4 – 2              |
| 1976-1977 | Turul 2 | Germania de Vest | FC Schalke 04   | 0 – 1         | 0 – 4     | 0 – 5              |
| 1983-1984 | Turul 1 | Austria          | SK Sturm Graz   | 1 – 2         | 0 – 0     | 1 – 2              |
| 1984-1985 | Turul 1 | Italia           | Internazionale  | 1 – 0         | 0 – 2     | 1 – 2              |
| 1985-1986 | Turul 1 | Elveția          | Neuchâtel Xamax | 4 – 4         | 0 – 3     | 4 – 7              |
| 1986-1987 | Turul 1 | Cipru            | AC Omonia       | 1 – 0         | 1 – 1     | 2 – 1              |
| 1986-1987 | Turul 2 | Belgia           | K.A.A. Gent     | 0 – 3         | 1 – 1     | 1 – 4              |
| 1987-1988 | Turul 1 | Polonia          | GKS Katowice    | 1 – 0         | 2 – 1     | 3 – 1              |
| 1987-1988 | Turul 2 | Danemarca        | Brondby IF      | (prel.) 3 – 0 | 0 – 3     | 3 – 3 (3 – 0 pen.) |
| 1987-1988 | Turul 3 | Italia           | Verona          | 0 – 1         | 1 – 3     | 1 – 4              |

### Cupa Balcanică
| Seazon          | Câștigător         | Scor                  | Locul doi |
| --------------- | ------------------ | --------------------- | --------- |
| 1979–80 Detalii | Sportul Studențesc | 2–0, 1–1 (două manșe) | NK Rijeka |